# Robert-Philippe Dollfus
Robert-Philippe Dollfus (20 juillet 1887 à Paris, France – 19 février 1976 à Créteil, France) est un zoologiste et parasitologue français,,,.

## Vie et œuvre scientifique
Robert-Philippe Dollfus est né à Paris, le 20 juillet 1887, dans une famille de tradition protestante. Il est le fils de Gustave-Frédéric Dollfus, célèbre géologue du Bassin de Paris.
Très tôt, il fréquente le laboratoire d'Alfred Giard et celui d'Alfred Blanchard. Dès 1912, à 25 ans, il établit la notion de métacercaire, un stade du cycles des Digènes. En 1914, il est en mission océanographique à bord du Pourquoi Pas ? sous les ordres de Jean-Baptiste Charcot. Pendant la deuxième guerre mondiale, il est brancardier et médecin auxiliaire et on lui attribue la croix de guerre
Entre les deux guerres, il occupe la fonction très modeste de préparateur dans un laboratoire du Muséum national d'histoire naturelle à Paris. Toutefois, il peut effectuer des missions au Maroc (1923 à 1928), en mer Rouge (1928-1929) et en 1929-1930 dans l’Atlantique sur le Pourquoi Pas ?. Il étudie alors les poissons, les crustacés, mais commence à étudier les parasites, sous la direction d'Émile Brumpt.
En 1941, il soutient sa thèse sur les Cestodes Tétrarhynques (appelés aujourd'hui Trypanorhyncha), publiée en 1942. Il est élu président de la Société zoologique de France en 1940. Il devient ensuite directeur de laboratoire à l’École pratique des hautes études à Paris. Après la seconde guerre mondiale, il devient un helminthologiste et parasitologiste confirmé et célèbre, mais ne parvint jamais à obtenir un poste de professeur au Muséum national d'histoire naturelle. En 1953, il reçoit la Légion d’honneur. En 1957, malgré sa retraite, il continue à travailler chaque jour au Muséum national d'histoire naturelle, pratiquement jusqu’à sa mort en 1976. En 1962, il est élu président de la Société française de parasitologie
Chaque année au printemps, Robert-Philippe Dollfus partait au Maroc, où résidait sa fille, travailler à l’Institut scientifique chérifien. Il produit des articles sur les helminthes et un Catalogue des Poissons de la côte Atlantique du Maroc.
Les collections scientifiques de Robert-Philippe Dollfus sont aujourd’hui au Muséum national d'histoire naturelle à Paris.

## Ouvrages principaux
- Dollfus, R. P. (1942). Notes diverses sur les Tétrarhynques. Muséum national d'histoire naturelle, Paris, 41p. (Mémoires du Muséum national d'Histoire naturelle - Nouvelle Série (1935-1950); 22 (5)).
- Dollfus R. P. 1946. Parasites (animaux et végétaux) des Helminthes. Hyperparasites, ennemis et prédateurs des Helminthes parasites et des Helminthes libres. Essai de compilation méthodique. Encyclopédie biologique, volume XXVII. Paul Lechevalier, Paris, 483 pages.
- Dollfus, R. P. F. (1953). Aperçu général sur l'histoire naturelle des parasites animaux de la morue Atlanto-Arctique, Gadus callarias L. (Morhua L.) (vol. 43). Paul Lechevalier, Paris.
- Dollfus, R. P. 1968. Les Trématodes de l’histoire naturelle des Helminthes de Félix Dujardin (1845). Muséum national d'Histoire naturelle, Paris, 77p. (Mémoires du Muséum national d'Histoire naturelle, Sér. A – Zoologie (1950-1992); 54 (3)).

## Articles (liste non exhaustive)
Quelques références parmi plus de 160.
- Robert Ph. Dollfus, « Énumération des Cestodes du plancton et des Invertébrés marins 8e Contribution avec un appendice sur le genre Oncomegas R.-Ph. Dollfus 1929 », Annales de Parasitologie Humaine et Comparée, vol. 49, no 4,‎ 1974, p. 381–410 (DOI 10.1051/parasite/1974494381)
- Robert Ph. Dollfus, « Du genre Monodhelmis R. Ph. Dollfus 1937 et de la famille Monodhelminthidae », Annales de Parasitologie Humaine et Comparée, vol. 48, no 2,‎ 1973  doi=10.1051/parasite/1973482263, p. 263–273
- Robert-Ph. Dollfus et Yves-J. Golvan, « Sur un singulier Métacanthocéphale parasite d’insectivores (Tenrecinae) de Madagascar et des Comores », Annales de Parasitologie Humaine et Comparée, vol. 38, no 5,‎ 1963, p. 793–806 (DOI 10.1051/parasite/1963385793)
- Robert-Ph. Dollfus, « Deux espèces de Trématodes monogénétiques, parasites du “Bluefin tuna” de Californie », Annales de Parasitologie Humaine et Comparée, vol. 37, no 4,‎ 1962, p. 517–529 (DOI 10.1051/parasite/1962374517)
- Robert-Ph. Dollfus, « Mission Yves-J. Golvan et Jean-A. Rioux en Iran », Annales de parasitologie humaine et comparée, vol. 40, no 1,‎ 1965, p. 61–86 (DOI 10.1051/parasite/1965401061)
- Robert Ph. Dollfus, « Recherches expérimentales sur Nicolla gallica (R.-Ph. Dollfus 1941) R.-Ph. Dollfus 1958, sa cercaire cotylicerque et sa métacercaire progénétique. Observations sur la famille des Coitocaecidæ Y. Ozaki 1928, s.f. Coitocaecinæ F. Poche 1926 Trematoda Podocotyloidea et sur les cercaires cotylicerques d’eau douce et marines », Annales de Parasitologie Humaine et Comparée, vol. 35, nos 1-2,‎ 1960, p. 65–115 (DOI 10.1051/parasite/1960351065)